# Alkaline Trio
Alkaline Trio är ett punkband från USA bildat 1996, bestående av tre medlemmar: Matt Skiba, Dan Andriano och Atom Willard. Alkaline Trio härstammar från Chicago i USA. 
Alkaline Trio debuterade år 1998 med albumet Goddammit. Största genombrottet kom genom albumet Good Mourning 2003. Andra noterbara album är From Here to Infirmary(2001), Crimson(2005), Agony and Irony(2008) samt skivan My Shame Is True som släpptes 10 år efter genombrottet, 2 april 2013. Enligt bandets sångare och gitarrist - Matt Skiba, är det genomgående temat på skivan just skam över brustna förhållanden. Matt Skiba genomgick en skilsmässa i många år fram till låtarna på skivan skrevs, samt att ett förhållande som han ingått i efter äktenskapet också tog slut. Detta ledde till att hans andel av låtarna på skivan skrevs om hans erfarenheter i dessa förhållanden. Kvinnan i det senare förhållandet syns även på skivans omslag, sittande på en motorcykel. Matt Skiba har även sagt att majoriteten av låtarna på skivan handlar om henne.
Deras senaste album släppte de 2024 och heter "Blood, Hair, and Eyeballs".
I juni 2023 bekräftade bandet att deras trummis Derek Grant lämnar bandet efter 22 år. Han ersattes av Atom Willard som tidigare har varit turnerande trummis med bandet 2001.

## Medlemmar
Nuvarande medlemmar
- Matt Skiba – sång, gitarr (1996 – idag)
- Dan Andriano – bas, sång (1997 – idag)
- Atom Willard – trummor, slagverk (2023 – idag)

Tidigare medlemmar
- Rob Doran – bas, bakgrundssång (1996 – 1997)
- Glenn Porter – trummor, slagverk (1996 – 2000)
- Mike Felumlee – trummor, slagverk (2000 – 2001)
- Derek Grant – trummor, slagverk, bakgrundssång (2001 – 2023)

## Diskografi

### Studioalbum
- Goddammit (1998)
- Maybe I'll Catch Fire (2000)
- From Here to Infirmary (2001)
- Good Mourning (2003)
- Crimson (2005)
- Agony and Irony (2008)
- This Addiction (2010)
- My Shame Is True (2013)
- Is This Thing Cursed? (2018)
- Blood, Hair, and Eyeballs (2024)

### Singlar
- Sundails (1997)
- For Your Lungs Only (1998)
- I Lied My Face Off (1999)
- Alkaline Trio/Blue Meanies Split (1999)
- Hell Yes (2001)
- Stupid Kid (2001)
- Private Eye (2001)
- Alkaline Trio/Hot Water Music Split (2002)
- We've Had Enough (2003)
- All On Black (2003)
- This Could Be Love (2003)
- Alkaline Trio/One Man Army Split (2004)
- Time To Waste (2005)
- Mercy Me (2005)
- Burn (2006)
- Agony & Irony (2008)
- This Addiction (2010)
- I Wanna Be A Warhol (2013)

### Samlingsalbum
- Alkaline Trio (2000)
- Remains (2007) (B-sidor)
- Damnesia (2011)